# Мечник великий литовський
Мечник великий литовський — державна посада у Великому князівству Литовському наприкінці 15-го — на початку 18-го століть. Створена на подобу Великого мечника коронного.
На святкових заходах великий мечник литовський ніс попереду з лівого боку князя оголений меч, як символ військової влади. Під час поховань опускав меч додолу, а в рукоятку вставляв свічку. Мечник кидав меч перед вівтарем, або ламав його, коли монарх був останнім з роду.
Аналогічно існувала посада мечника повітового.

## Великі мечники литовські
- Санґушко Януш Олександр (1735—1750)
- Ка́роль Стані́слав Радзиві́лл на прізвисько «Пане Коханку» (1752—1762)